# Ronal
Ronal AG es un fabricante de rines para automóviles de turismos y vehículos comerciales, así como de soluciones para regaderas y muebles de baño, cuya sede se ubica en Härkingen, Suiza. En 2016 contaba con una plantilla de más de 8,000 empleados, mientras que en 2024 alrededor de 6,500 en todo el mundo. Fabrica tanto rines de fundición como forjados. La empresa es uno de los principales líderes no solamente en el mercado del equipamiento original, sino también de los accesorios para automóviles de turismo y vehículos comerciales. Dispone de 29 plantas de producción en 4 continentes, dos para fabricación de herramientas y está presente en once países con centros de comercialización propios. La empresa produce unos 21 000 000 de rines al año para la industria automotriz y las marcas propias Ronal, Speedline Truck, así como Kudos, Glass 1989 y Karol de reciente creación en 2023.

## Historia
En 1969, Karl Wirth fundó Ronal en Alemania. El empresario y piloto de Fórmula Vee detectó la necesidad de que hubiera rines de aluminio. Wirth se convirtió en pionero en el mercado mundial de los rines de aleación ligera.
El significado del nombre de la compañía es un acrónimo de RON, como abreviatura del segundo nombre de su fundador Karl Wirth; y AL que significa aluminio.
En 1978, se estableció la primera fábrica en Francia. En 2007, Ronal AG adquirió la empresa italiana de fabricación de rines Speedline, que cubre el segmento de vehículos comerciales como camiones, remolques y autobuses. De esta forma, el grupo amplió su actividad en el sector del alta competición y la Fórmula 1, así como en la tecnología de conformación por estirado, que permite optimizar el peso.
En 2012, Ronal amplió su oferta de rines forjados gracias a su participación mayoritaria en la empresa Fullchamp, de Taiwán. Junto con la empresa australiana Carbon Revolution, Ronal Group comercializó en 2013 en el mercado europeo de los accesorios el primer rin de carbono de una pieza. En 2016 adquirió de APP-TECH S.r.l. ubicada en Mestrino, Italia, donde ya se tenía una capacidad de producción de 80 000 rines, gracias a las tecnologías de fresado brillante de rines forjados de aluminio y magnesio. En ese mismo año también inició la producción en el centro logístico de RONLOG GmbH, ubicado en Forst (Baden), Alemania, con una capacidad de almacenamiento para 300 000 rines.
SanSwiss GmbH le pertenece a Ronal AG, la cual se trata de una empresa fabricante de productos para el sector sanitario, tales como regaderas, entre otros productos, con sede en Forst (Baden), Alemania.
El 1 de octubre de 2023, Ronal y el grupo Callista concluyeron legalmente la venta de la subsidiaria Speedline S.r.l., incluyendo también las marcas Speedline y Speedline Corse. El 1 de agosto de 2024, la unión de las negociaciones entre los participantes italianos y los empleados de Speedline, acordaron el contrato de venta.

## Unidades de negocio
- Equipamiento original: Equipamiento original para turismos, proveedor de fabricantes de automóviles en todo el mundo.
- Automóviles de turismo: Mercado de accesorios con las marcas Ronal y Speedline Corse, así como con la marca Carbon Revolution.
- Vehículo comercial: Equipamiento original y reequipamiento para camiones, autobuses y remolques con la marca Speedline Truck.
- Sanitarios: Ronal Bathrooms, especializada en la producción de unidades de regaderas de alta calidad.

## Tecnología
La compañía desarrolla y fabrica sus propias herramientas de producción. La fabricación tiene lugar en los establecimientos de Cantanhede (Portugal) y de Härkingen, Suiza, donde se encuentra también la sede central y el centro de investigación y desarrollo.